# Goulaine (rivière)
Pour les articles homonymes, voir Goulaine.
La Goulaine est une rivière française d'une longueur de 24,1 km qui coule dans le Sud-Est du département de la Loire-Atlantique. C'est un affluent de la Loire sur la rive gauche.

## Géographie
La Goulaine prend sa source dans la commune de La Remaudière dans la Loire-Atlantique. La rivière coule d'est en ouest. Le cours inférieur est creusé entre des reliefs granitiques ; il est possible que ce rétrécissement, provoquant un ralentissement du débit, ait provoqué l'apparition des marais de Goulaine situés en amont. La rivière rejoint la Loire à l'est de l'île Pinette.

## Hydronymie
Golena en 1123, Goulena en 1287.
D'un type *Gula-ana, hydronyme gallo-roman, dont le premier élément Gula- représente le latin gula « gorge, gosier ». Il a donné gueule et goule « canal, goulot d'étranglement, avaloir » (cf. goulet, goulot). Le second élément -ana représente peut-être le gaulois ana « marais », d'où le sens global de « canal de déversoir des eaux du marais ».

## Curiosités - Tourisme
Au sud du marais de Goulaine, le château de Goulaine est implanté depuis de nombreux siècles. Famille millénaire portant le nom « Goulaine », leur origine sur le site remonte au Moyen Âge. Ce château possède encore son entrée médiévale mais renferme à l'intérieur un château Renaissance (XVe – XVIIe siècle). La famille est érigée en marquisat au XVIIe siècle et aménage ainsi le marais de Goulaine. À partir de 1534, les seigneurs de Goulaine déclarent tenir les marais qui s'étendent sur une lieue et demi de part et d'autre du pont de l'Ouen. Au XVIIe siècle, la famille signe un contrat pour l'assèchement des marais. Ils s'approprient 1/5e des terres.